# Luisa d'Esparbès de Lussan
Luisa d'Esparbès de Lussan (Gascuña, 19 de octubre de 1764-Londres, 27 de marzo de 1804) fue miembro de la familia Esparbès de Lussan, y amante del conde de Artois, que se convertiría en Carlos X de Francia. Por matrimonio fue vizcondesa y después condesa de Polastron.

## Vida
Hija de Louis François d'Esparbès de Lussan y Marie Catherine Julie Rougeot (1746-1764), fue dama de honor de la reina María Antonieta. Se casó con Dionisio de Polastron (1758-1821), medio hermano de Yolanda de Polastron, condesa y después duquesa de Polignac, Gobernadora de los Infantes Reales (conocidos como Enfants de France) e íntima amiga de la reina. Tuvieron un hijo llamado Luis que murió en la adolescencia.
El conde de Artois, que era un conocido mujeriego y amante de bellas mujeres, conoció a Luisa en la corte de Versalles. Llegó a tener una relación tan duradera con ella, que él la hizo su "favorita" (aunque no tuvo hijos con ella). Luisa murió de tuberculosis en 1804, siendo sepultada en el cementerio de la iglesia de San Pancras en Londres. El conde de Artois había quedado tan unido a ella que tras su muerte hizo un juramento de castidad perpetua. Su vida intima, después de su muerte, se volvió irreprochable, convirtiéndose en un devoto religioso, apoyando al movimiento ultramontano dentro de la Iglesia católica de Francia.
- Datos: Q3263848